# Johann Landwehr
Johann Landwehr (* nach 1600 in Bremen; † nach 1670 in Bremen) war ein deutscher Maler.

## Biografie
Landwehr war der Sohn des Malers Jürgen Landwehr. Er wird von 1658 bis 1670 erwähnt. Wie sein Vater war er als Maler tätig. Seit 1658 beauftragte ihn der Bremer Rat, Bilder zu fertigen. 1661 malte er eine große Stadtansicht aus der Vogelperspektive mit der Neustadt und der Altstadt von Bremen. Etwa zur gleichen Zeit entstand ein diesem Ölgemälde entsprechender großformatiger, von zwei Platten gedruckter Kupferstich. 1663 folgte eine weitere gemalte Variante der Stadtansicht. Beide Gemälde befanden sich bis 1890 im Bremer Rathaus, das von 1661 hängt heute im Focke-Museum. 1662 schenkte er dem Rat die mit I.L.W. signierte, also von seinem Vater gemalte Stadtansicht von 1602, die bis 1884 in der Güldenkammer des Rathauses hing.